# Pierre Paul Désiré Pérignon
Pour les articles homonymes, voir Pérignon.
Pierre Paul Désiré, baron Pérignon est un homme politique français né le 8 décembre 1800 à Paris où il est décédé le 7 novembre 1855.
Il est le fils de Pierre Pérignon, député de l'Aisne, et de Louise Coudougnan. 
Il est le frère d'Alfred Louis Perignon, chevalier de la Légion d'honneur, et de Catherine Louise Appoline Perignon épouse du général Louis Tirlet.
Il entre dans la magistrature à la fin de la Restauration. Il est conseiller général et député de la Marne de 1837 à 1849, siégeant sous la Monarchie de Juillet au centre gauche, puis à droite sous la Deuxième République. Il est conseiller d’État de 1849 à 1851, puis conseiller à la cour d'appel de Paris.